# Gasen i botten
"Gasen i botten" är en låt av Eddie Meduza. Låten återfinns på albumet med samma namn 1981 

## Musikaliskt
Varje vers och refräng är 16-takter och är i originalversionen från albumet "Gasen i botten" inspelad i E-dur. Låten går i 4/4-takt (Fyrtakt).
Ackordväxlingarna i verserna är följande (Varje bokstav representerar en takt): E A E E E A E E E B E A E B E E.
Och i refrängen: E E A A E E B B E E A A E B E B

## Textmässigt
Texten handlar om en man som har köpt en ny "Cheva" av "Nisse i svängen". Han har blåmålat den och skall ut och åka med "gänget". 
"Nisse i svängen" är en i högsta grad existerande bilaffär som ligger på Malmövägen i Åstorp. Nisse själv är död sedan flera år men verksamheten finns kvar. Troligen har Eddie plockat upp namnet när han bodde i Nyvång som ligger precis utanför Åstorp.

## Medverkande musiker
Eddie Meduza: gitarr, sång.
Rune backman: bas.
Börje Lundin: trummor. Eddie som döljer sig bakom namnet.
Jan-Åke Fröjd: gitarr.
Magnus Hackman: piano.
Text och musik: Eddie Meduza
Källor: Konvolutet till "Gasen i botten".

## Coverversioner
- Larz-Kristerz spelade in låten på albumet Små ord av guld 2010. [2]

### Fotnoter
1. ↑  ”Svensk mediedatabas”. http://smdb.kb.se/catalog/id/001888377. Läst 9 maj 2011.
2. ↑  ”Svensk mediedatabas”. http://smdb.kb.se/catalog/id/002670375. Läst 9 maj 2011.